# 엘에스로
엘에스로(LS-ro)는 경기도 안양시에 있는 2.9km의 도로이다. 도로명은 LS그룹에서 유래하였다.

## 노선
| 이름           | 접속 노선       | 소재지 | 소재지 | 비고       |
| -------------- | --------------- | ------ | ------ | ---------- |
| 호계삼거리     | 경수대로 농심로 | 안양시 | 동안구 |            |
| 유통단지사거리 | 흥안대로        | 안양시 | 동안구 |            |
| 호계교         |                 | 안양시 | 동안구 |            |
| 산본고가차로   | 고산로          | 안양시 | 동안구 |            |
| (명칭 미상)    | 공단로          | 안양시 | 동안구 |            |
| 동양교         | 엘에스로144번길 | 안양시 | 만안구 |            |
| 호계대교       | 안양천동로      | 안양시 | 만안구 |            |
| (명칭 미상)    | 안양천서로      | 안양시 | 만안구 |            |
| (명칭 미상)    | 덕천로          | 안양시 | 만안구 | (지하차도) |
| 명학육교       | 시민대로        | 안양시 | 만안구 |            |

## 주요 시설
- 안양국제유통단지
- LS타워
- 명학역